# صيدناوي
محلات سليم وسمعان صيدناوي هي شركة مصرية تأسست سنة 1913م وأممت في الستينيات وبعد صدور قرارات التأميم سُميت الشركة بالإسم الحالي صيدناوي وبيع المصنوعات بعد دمج محلات شملا والطرابيشى وإسلام سنة 1967م وهي تعمل في تجارة السلع الاستهلاكية والغذائية، تملك صيدناوى 70 فرع في كل مدن مصر و65 مخزن، وهي حاليًا جزء من شركة صيدناوي وبيع المصنوعات.

## التأسيس
في قلب ميدان «الخازندار» بحى الموسكي، شيد الأخوان السوريان سليم وسمعان صيدناوي (وهم من طائفة الروم الكاثوليك)، المبنى الذي يحمل اسمهما على مساحة تبلغ 8530 مترًا ليكون صرحًا تجاريًّا ضخمًا بارتفاع 4 طوابق، وكان متخصصًا ببيع الأقمشة، والمنسوجات المصرية الصنع، التي كانت تُصنع في الورش المملوكة لهما، وكانت المساحة المسطَّحة للطابق الواحد تبلغ حوالى 1700 متر مربع.
كانت بداية سمعان صيدناوي في محل صغير للخردوات في منطقة الحمزاي بالأزهر، وبعد مدَّة حضر إلى مصر شقيقه الكبير سليم وشاركه في المحل، ثم اتسعت تجارتهما وضاق بهما الدكان الصغير، فانتقلا إلى حى الموسكى واشتريا منزلًا قديمًا في ميدان الخازندار وهدماه ليشيِّدا مكانه دكانًا كبيرًا، وبعد شهرة الشابين وحُسن سمعتهما توسَّعا في التجارة وقاما بتحويل المحل إلى صرح كبير هو تحفة معمارية في البناء والتصميم والديكورات، وافتُتِح محلُّ سليم وسمعان صيدناوي رسميًّا عام 1913، ثم توالت الفروع في الإسكندرية، والمنصورة، وطنطا وجميع محافظات مصر.

## التأميم
بعد قيام ثورة يوليو أمِّمَت محالُّ صيدناوى التي بلغ عددها 72 فرعًا، وأكثر من 65 مخزنًا، ونظرًا لقلَّة خبرة القائمين على الفروع، وعدم تحديث المحالِّ والمنتجات، تدهورت الشركة، ولم يتم تجديد فرع الخازندار وهو الفرع الرئيس إلى عام 1989.